# Yunyang, Chongqing
Yunyang är ett härad  i Chongqings storstadsområde i sydvästra Kina.
Yunyang härad tillhörde tidigare Sichuan-provinsen och följde med Chongqing när denna stad fick provinsstatus 1997.

## Administrativ indelning
Häradet är indelat i fyra stadsdelsdistrikt, 31 köpingar och sju socknar (varav en är etnisk minoritetssocken för tujia-folket).
Stadsdelsdistrikt (jiedao):

- Panlong (盘龙街道)
- Qinglong (青龙街道)
- Renhe (人和街道)
- Shuangjiang (双江街道)

Köpingar (zhen):

- Baoping (宝坪镇)
- Bayang (巴阳镇)
- Dayang (大阳镇)
- Fengming (凤鸣镇)
- Gaoyang (高阳镇)
- Guling (故陵镇)
- Hongshi (红狮镇)
- Houye (后叶镇)
- Huangshi (黄石镇)
- Jiangkou (江口镇)
- Longdong (龙洞镇)
- Longjiao (龙角镇)
- Luyang (路阳镇)
- Nanxi (南溪镇)
- Nixi (泥溪镇)
- Nongba (农坝镇)
- Piaocao (蔈草镇)
- Ping'an (平安镇)
- Qixia (栖霞镇)
- Quma (渠马镇)
- Sangping (桑坪镇)
- Shashi (沙市镇)
- Shuanglong (双龙镇)
- Shuangtu (双土镇)
- Shuikou (水口镇)
- Yanglu (养鹿镇)
- Yanping (堰坪镇)
- Yaoling (耀灵镇)
- Yun'an (云安镇)
- Yunyang (云阳镇)
- Yuquan (鱼泉镇)

Socknar (xiang):

- Donglu (洞鹿乡)
- Pu'an (普安乡)
- Shangba (上坝乡)
- Shimen (石门乡)
- Wailang (外郎乡)
- Xinjin (新津乡)

Etnisk minoritetssocken (zu xiang):
- Qingshui (清水土家族乡) Qīngshuĭ Tŭjiāzú Xiāng (för tujiafolket)